# スキーマ療法
スキーマ療法（スキーマりょうほう、Schema therapy）とは、ジェフェリー・ヤング（Jeffrey E. Young）により開発された、パーソナリティ障害およびDSM-I軸障害の治療法であり、認知行動療法、精神分析対象関係論、愛着理論、ゲシュタルト療法などといった既存の療法から理論と技法を取り入れた、統合的心理療法である。他の治療法（例えば伝統的な認知行動療法）などに効果を示さない、もしくは再発するケースに用いられている。

## はじめに
スキーマ療法には4つの主要コンセプトが存在し、それは早期不適応スキーマ（あるいは単にスキーマ）、コーピングスタイル、スキーマモード、中核的感情要求である
1. 認知心理学においてスキーマ（schema）とは、思考と行動における組織化されたパターンとされている。それは先入観に由来する精神構造、世界の何らかの面を記載したフレームワーク、新しい情報を体系化して知覚するシステムなどとも言い換えられる。そしてスキーマ療法においてスキーマは特定の早期不適応スキーマを指し、それは具体的には「知覚、感情、肉体感覚における、自己敗北的な生活パターン」と定義される[1]。それらはしばしば、自分や世界に関する信念の形を取る。例えば、見捨てられスキーマ（Abandonment）[4]を持つ人は、当人が知覚した価値に対して過敏であろうから（感情的なスイッチやトリガーを抱えている）、その結果、彼は彼の対人関係において悲しみを感じ、パニックになる可能性がある。
2. コーピングスタイル（Coping styles）とは、スキーマに対する人の行動的応答であり、3つの潜在的な対応スタイルが存在する。「回避」では、スキーマが活性化する状況を回避しようとする。「降伏」ではスキーマに参加し、それに対して闘おうとせず、その恐怖の結果が避けられないことを前提に行動を変える。「反撃」は「過補正」とも呼ばれ、スキーマの恐れた結果が起こらないよう、特別な作業をする。これらの不適応コーピングスタイル（回避、降伏、過補償）は、しばしばスキーマの強化につながる[5]。
例えば「見捨てられスキーマ」を例に取ると、そのスキーマを持つ人は見捨てられた時の恐ろしさを想像して、他人との関係が親密になることに制限を課して自分を守るように行動するかもしれない（＝回避コーピングスタイル）。その結果によって生じた、寂しさや実際の人間関係の喪失は、その人の「放棄」のスキーマをさらに強化するであろう。他の例として、欠陥スキーマ（Defectiveness schema）を挙げると、そのスキーマを持つ人は、彼が不調であると感じるような状況を避けたり、アディクション中毒や注意散漫で感情を麻痺させようとするかもしれない（＝回避コーピングスタイル）。 または、自分自身を守ることなく不公平な批判を容認したり（＝降伏コーピングスタイル）、超人的になるよう余分な努力を払うかもしれない（＝過補償コーピングスタイル）[6]
3. モード（Modes）とは、スキーマとコーピングスタイルを一時的な「運用セット」に保管して、頻繁にいつでも移行できるようにしている心の状態である[7]。例えば「脆弱な子供モード（Vulnerable Child mode）」[4]は、放棄、不良、不信/乱用のスキーマと、降伏のコーピングスタイルがセットになっている心の状態であろう。
4. 患者の小児期に中核的感情要求（basic emotional needs）が満たされていないと、これらのスキーマ、コーピングスタイル、およびモードが発達する可能性がある[8]。この要求には、結びつき、相互性、相反性、フロー、自律性などがあるとされている[8]。例えば親の死別、離婚、アディクションなどによって、児童がこれらの要求に結びつくことができないと「見捨てられスキーマ」が形成されるであろう。

スキーマ療法は、患者の中核的感情要求を満たすことを助けることで、以下を目指す。
- スキーマに関する感情記憶・身体的感触の強度を減少させ、スキーマに関連する認知パターンを変化させることによって、スキーマを癒す。
- 不適切な対処方法・反応を、適切な行動パターンで置き換える[9]。

## 中核的感情欲求
Youngは、次の5つの中核的感情欲求を見出している。
1. 愛してもらいたい。守ってもらいたい。理解してもらいたい。
2. 有能な人間になりたい。いろんなことがうまくできるようになりたい。
3. 自分の感情や思いを自由に表現したい。
4. 自由にのびのびと動きたい。楽しく遊びたい。生き生きと楽しみたい。
5. 自立性のある人間になりたい。ある程度セルフコントロールできるしっかりとした人間になりたい。

それぞれが阻害されることで、以下の5つの領域の傷つきが発生するとされる。
1. 人とのかかわりが断絶されること[10]
2. 「できない自分」にしかなれないこと[10]
3. 他人を優先し、自己を抑えること[10]
4. 物事を悲観し、自分や他人を追い詰めること[10]
5. 自分勝手になりすぎること[10]

## 早期不適応スキーマ・ 中核的感情欲求
早期不適応スキーマ（Early maladaptive schemas）とは、子供時代に確立された、人生の全体に繰り返される、自己敗北的な感情的・認知的パターンである。それらは過去の傷、悲劇、恐怖、虐待、ネグレクト、安全性のニーズの非充足、放棄、一般に正常な人間の愛情の欠如などなど、感情的な思い出で構成されている。スキーマには、それら感情的記憶に関連する、身体感覚も含まれ得る。
スキーマ領域（Schema domains）とは、Young, Klosko & Weishaar (2003)によって発見された18の早期不適応スキーマの5つのカテゴリーである。

### 第一領域：切断と拒否
Disconnection/Rejection 人とのかかわりが断絶されること
1. Abandonment/Instability 見捨てられスキーマ[10]
2. Mistrust/Abuse 不信・虐待スキーマ[10]
3. Emotional Deprivation 「愛されない」「分かってもらえない」スキーマ[10]
4. Defectiveness/Shame 欠陥・恥スキーマ[10]
5. Social Isolation/Alienation 孤立スキーマ [10]

### 第二領域：自立性とパフォーマンスの障害
Impaired Autonomy and/or Performance 「できない自分」にしかなれないこと
1. Dependence/Incompetence 無能・依存スキーマ[10]
2. Vulnerability to Harm or Illness [10]「この世は何があるかわからないし、自分はそれにいとも簡単にやられてしまう」スキーマ[10]
3. Enmeshment/Undeveloped Self 巻き込まれスキーマ[10]
4. Failure 失敗スキーマ[10]

### 第三領域：他者へとの方向性
Other-Directedness 他人を優先し、自己を抑えること
1. Subjugation 征服スキーマ[10]
2. Self-Sacrifice 自己犠牲スキーマ[10]
3. Approval-Seeking/Recognition-Seeking 「ほめられたい」「評価されたい」スキーマ[10]

### 第四領域：過度の警告と禁止
Overvigilance/Inhibition 物事を悲観し、自分や他人を追い詰めること
1. Negativity/Pessimism 否定・悲観スキーマ[10]
2. Emotional Inhibition 感情抑制スキーマ[10]
3. Unrelenting Standards/Hypercriticalness 完璧主義的「べき」スキーマ[10]
4. Punitiveness 「できなければ罰せられるべき」スキーマ[10]

### 第五領域：壊れた限界
Impaired Limits 自分勝手になりすぎること
1. Entitlement/Grandiosity 「俺様」「女王様」スキーマ[10]
2. Insufficient Self-Control and/or Self-Discipline 「自分をコントロールできない」スキーマ[10]

## スキーマモード
スキーマモード（Schema modes）とは、その人がある時に経験する瞬間的な心の状態である。パーソナリティ障害の患者においては、スキーマモードはより深刻で硬直な心の状態であり、他のパーソナリティから分離されているように観察される。

### スキーマモードの分類
Young、Klosko、Weishaar（2003）らは、4つのカテゴリにグループ化された、10のスキーマモードを特定している。4つのカテゴリには、子供モード、不適応的コーピングモード、機能不全の親モード、健康な大人モードがある。
1. 子供モード（Child）
- 傷ついた子供モード（Abandoned Child ）
- 怒っている子供モード（Angry Child） - 悲鳴、破壊行為、他害行為などがあげられる。
- 衝動的な子供モード（Impulsive Child） - 無謀運転、物質乱用、自傷行為、ギャンブルなどがあげられる。
- 幸せな子供モード（Happy Child）

2. 不適応的コーピングモード（Dysfunctional Coping）
- 従順な降伏者モード（Compliant Surrenderer）
- 分離可能な防具モード（Detached Protector）
- 過剰補償モード（Overcompensator）

3. 機能不全の親モード（Dysfunctional Parent）
- 懲罰的な親モード（Punitive Parent）
- 要求的な親モード（Demanding Parent）

4. 健康な大人モード（Healthy Adult）
治療においては、患者自身の中にある様々なモードに気づき、健康な大人モードに到達し、幸せな子供モードを養うことを目指している。

## 各モードの説明
以下は具体的なモードについての説明である:
1. 子供モード（Child）
- 傷ついた子供モード（Abandoned Child ）

患者が何らかの点で欠陥がある、捨てられている、愛されていない、明らかに孤独である、または「世界に対して自分」との考え方に陥っていると感じるモードである。患者は、同僚、友人、家族、さらには世界全体さえも自分を見捨てたと感じるだろう。 行動には、大うつ病に陥る、悲観主義になる、自分は望まれていないと感じる、愛される価値がないと感じる、性格特性を取り返しのつかない欠陥として認識することが含まれるが、これらに限定されない。まれに、患者が自分で認識している欠点を意図的に内面に隠している場合がある。これが起こると、患者は本当の自分を見せる代わりに、他の人にとって「利己的」で、「注目を集めたがる」、利己的でよそよそしいように見える、本来の性質とは異なる行動を示す可能性がある。他者からの不安から逃れたり、隠したりするために、ナルシスト的な分身やペルソナを作り出すことがある。拒絶されることへの恐怖、本当の自分から切り離されている感じ、また真に仲間や愛情を望んでいるにもかかわらず、自己イメージが低いため、むしろ他人を遠ざける可能性がある。
- 怒っている子供モード（Angry Child）

主に被害者意識や苦々しい感情によって煽られ、否定性、悲観主義、嫉妬、怒りにつながる。これを経験している間、患者は叫び、叫び、物を投げたり壊したり、場合には自分自身を傷つけたり他人に危害を与えたりする衝動に駆られる。激怒し、不安で、イライラし、自信を失い、自分の考えが支持されていないと感じ、傷つきやすい状態である。
- 衝動的な子供モード（Impulsive Child）

何でもありのモードで、行動には、無謀な運転、薬物乱用、切断、自殺念慮、ギャンブル、または何かのきっかけで壁を殴ったり、状況的困難の責任を無実の人々に押し付けたりするなどの激怒が含まれる場合もある。安全でないセックス、解決策のない状況から逃げようとする軽率な決断、周囲から幼児的とみなされる癇癪などは、このモードの患者が示す可能性のある行動の一部である。反抗的で不注意なモードである。
- 幸せな子供モード（Happy Child）

自分のニーズが満たされていると感じるときに起こる。このモードを経験すると、人は安心感、愛されている感、満足感を感じる。世界に対する楽しい驚きと遊び心を経験する。不適応スキーマの活性化がないことを表すため、健全である。健康な大人は、ほとんどの時間を「健康な大人」モードで過ごすが、同時に、人生の要求と気楽な感覚のバランスを取る「幸せな子供」も養う。
2. 不適応的コーピングモード（Dysfunctional Coping）
- 従順な降伏者モード（Compliant Surrenderer）

その状況を引き起こしたスキーマを、真剣に経験する対処モードである。状況に対する無力感、悲しみ、罪悪感、怒りなどの感情につながる。このモードの人は、自分のスキーマに異議を唱えるのは無意味であり、単に受け入れるべきと信じている。また対人関係では受動的で依存的なスタイルを採用することが多く、生活の中で人々を喜ばせ、対立を最小限に抑え、さらなる危害や虐待を避けるよう努める。
- 分離可能な防具モード（Detached Protector）

このモードは脱出をベースとしている。この患者は、何らかの方法で引きこもり、分離し、疎外し、または隠れる。これは様々なストレス要因や圧倒された感情によって引き起こされる可能性がある。スキルが不十分な患者が過剰な要求を伴う状況にある場合、このモードがトリガーされる可能性がある。患者はこれから起こる恐ろしい危害やストレスから身を守るため、または一般的に未知のものに対する恐怖から身を守るために無感覚になる。
- 過剰補償モード（Overcompensator）

厳格かつ極端な方法でスキーマに対抗しようとする試みによって特徴付けられる。多くの場合、攻撃性、反抗心、他者の権利の侵害、他者を支配しようとする試みが伴う。このモードでは、感情的に剥奪されていると感じている人は他人に愛情を求めるが、他人を信頼できないと信じている人は、そうされる前に先手を打って他人を傷つけようとする。また、環境をコントロールしようとする過度の強迫観念や、懲罰スキーマを持つ人に対する極端な許しなどの強制的な行動も含まれる場合がある。
3. 機能不全の親モード（Dysfunctional Parent）
- 懲罰的な親モード（Punitive Parent）

すぐに懲罰する親モードは患者が、「欠陥がある」と感じたり、単純な間違いを犯したりすると、厳しく罰せられるべきであると信念を持っているかで識別される。存在しているだけでも罰せられると感じるかもしれない。悲しみ、怒り、焦り、批判は患者に向けられ、そして患者から向けられる。誰もが基準を満たさない可能性がある平均的な状況下であっても、自分自身を許すことが非常に困難である。人間のミスや不完全さを許すことを望まないため、このモードが求めるのは罰である。
- 要求的な親モード（Demanding Parent）

要求の厳しい親モードは、達成しなければならないという強いプレッシャーに関連している。このモードを経験すると人は、どれだけうまくやっても、どれだけ努力しても、自分のパフォーマンスは不十分であると感じるだろう。このモードの一般的な信念には、休息、楽しみ、リラクゼーションは受け入れられず、より多くを達成するのに注意を集中し続けなければならないとの考えも含まれる。多くの場合、このモードには懲罰的な親が伴うが、常にそうとは限らないことに注意することが重要である。要求の厳しい親モードの患者は、自分の成果にプレッシャーや不満を感じるが、必ずしも罪悪感、恥、無価値感などを感じているわけではない。
4. 健康な大人モード（Healthy Adult）
健康な大人モードは、患者が長期にわたる健康状態を達成できるよう支援することを目的としたスキーマ療法のモードである。以下の特徴がある;
- 意思決定をすることに抵抗がない
- 問題解決能力がある
- 行動する前に考える
- 適度に野心的
- 制限や限界を設定
- 自己と他者を育成
- 健全な関係を形成
- すべての責任を負う
- 物事を最後までやり遂げる
- 物事を楽しんで参加する
- (他人との間に) 境界線を設ける
- 大人としての楽しい活動や興味を持つ
- 身体の健康に気を配る
- 自分自身を大切にする

このスキーマモードで患者は、希望を持って現在に焦点を当て、可能な限り最高の明日に向けて努力できる。健康な大人は過去を許し、もはや自分自身を被害者とは見なされず（しかし生存者として)、健康的で害を及ぼさない方法ですべての感情を表現するようになる。

## 参照
パーソナル・コンストラクト理論

## さらに読む

### 専門書
- Arntz, Arnoud; Jacob, Gitta (2013). Schema therapy in practice: an introductory guide to the schema mode approach. Chichester, West Sussex; Malden, MA: John Wiley & Sons. ISBN 9781119962861. OCLC 795020405
- Elliott, Charles H; Lassen, Maureen K (March 1997). “A schema polarity model for case conceptualization, intervention, and research”. Clinical Psychology: Science and Practice 4 (1):  12–28. doi:10.1111/j.1468-2850.1997.tb00095.x.
- Farrell, Joan M; Shaw, Ida A; Arntz, Arnoud (2012). Group schema therapy for borderline personality disorder: a step-by-step treatment manual with patient workbook (2nd ed.). Chichester, West Sussex; Malden, MA: Wiley-Blackwell. doi:10.1002/9781119943167. ISBN 9781119958291. OCLC 769989905
- Flanagan, Catherine M (March 2010). “The case for needs in psychotherapy”. Journal of Psychotherapy Integration 20 (1):  1–36. doi:10.1037/a0018815.
- Flanagan, Catherine M (September 2014). “Unmet needs and maladaptive modes: a new way to approach longer-term problems”. Journal of Psychotherapy Integration 24 (3):  208–222. doi:10.1037/a0037513.
- Lobbestael, Jill; Arntz, Arnoud; Sieswerda, Simkje (September 2005). “Schema modes and childhood abuse in borderline and antisocial personality disorders”. Journal of Behavior Therapy and Experimental Psychiatry 36 (3):  240–253. doi:10.1016/j.jbtep.2005.05.006. PMID 15953584.
- Rafaeli, Eshkol; Bernstein, David P; Young, Jeffrey E (2011). Schema therapy: distinctive features. The CBT distinctive features series. Hove, East Sussex; New York: Routledge. ISBN 9780415462990. OCLC 424554654
- Riso, Lawrence P; du Toit, Pieter L; Stein, Dan J et al., eds (2007). Cognitive schemas and core beliefs in psychological problems: a scientist-practitioner guide. Washington, DC: American Psychological Association. ISBN 9781591477822. OCLC 74492109
- Simeone-DiFrancesco, Chiara; Roediger, Eckhard; Stevens, Bruce A. (2015). Schema therapy with couples: a practitioner's guide to healing relationships. Chichester, UK; Malden, MA: Wiley-Blackwell. doi:10.1002/9781118972700. ISBN 9781118972649. OCLC 904801132
- van Vreeswijk, Michiel; Broersen, Jenny; Schurink, Ger (2014). Mindfulness and schema therapy: a practical guide. Chichester, West Sussex; Malden, MA: Wiley-Blackwell. doi:10.1002/9781118753125. ISBN 9781118753170. OCLC 871037443

### 当事者向けのセルフヘルプ文献
- Jacob, Gitta; Genderen, Hannie van; Seebauer, Laura (2015). Breaking negative thinking patterns: a schema therapy self-help and support book. Chichester, UK; Malden, MA: John Wiley & Sons. doi:10.1002/9781118881644. ISBN 9781118877722. OCLC 898029224
- Young, Jeffrey E; Klosko, Janet S (1993). Reinventing your life: the breakthrough program to end negative behavior... and feel great again. New York: Plume. ISBN 9780452272040. OCLC 29563850

- J.E.ヤング, J.S.クロスコ・著　鈴木孝信・訳「自分を変えれば人生が変わる　あなたを困らせる10の［性格の癖］」金剛出版, 2018年（Reinventing your lifeの邦訳）